# 찰루키아 왕조

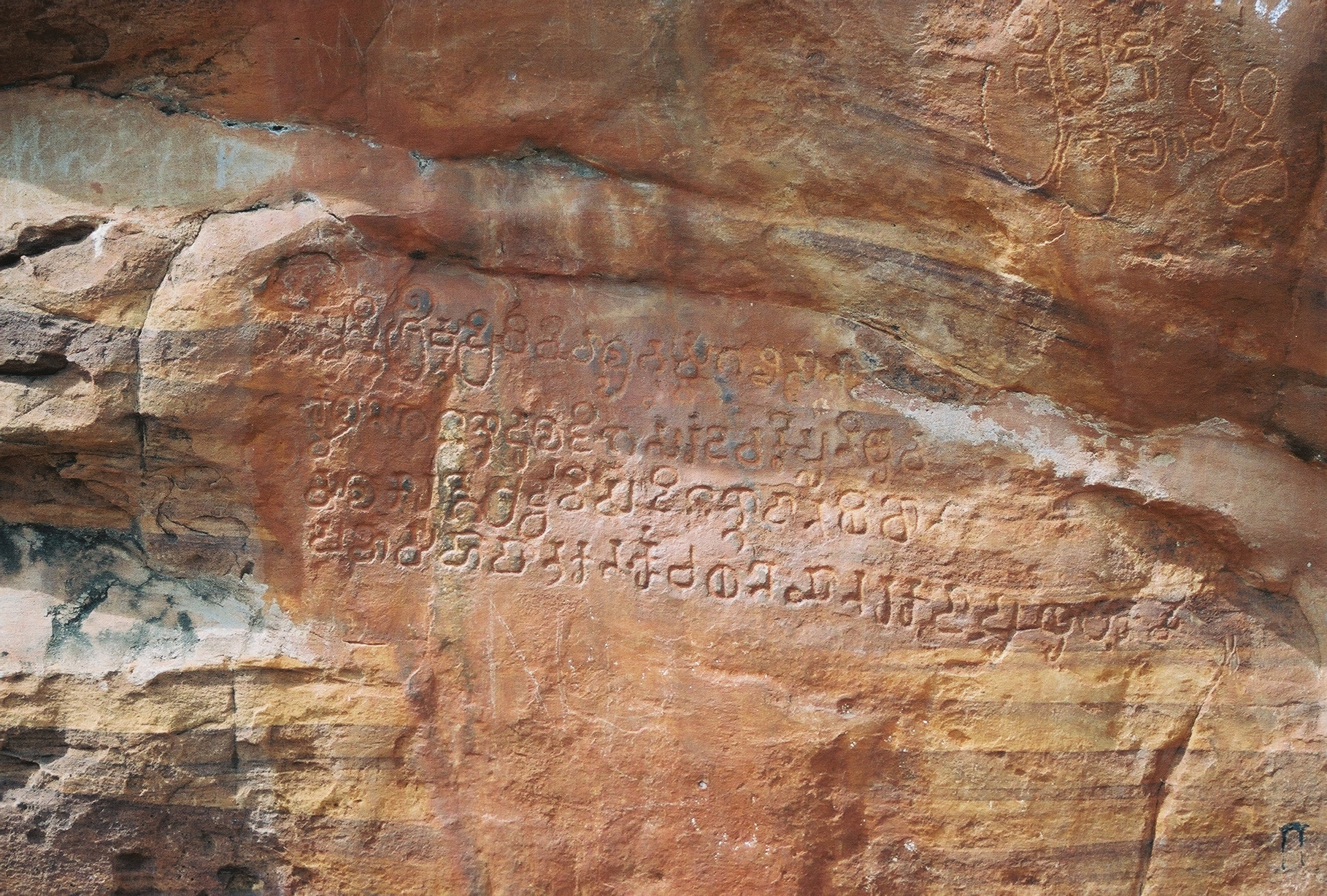
서기 578년 바다미 동굴 사원 3번에 새겨진 찰루키아 국왕 망갈레샤의 고대 칸나다어 비문.

찰루키아(칸나다어: ಚಾಲುಕ್ಯ) 또는 바다미 찰루키아(칸나다어: ಬಾದಾಮಿ ಚಾಲುಕ್ಯ), 전찰루키아는 6세기에서 12세기까지 인도 남부와 중부 지역을 통치했던 고전기 인도의 왕조이다. 이 기간 동안 이들은 서로 밀접한 관련이 있지만 정치적으로는 개별적인 세 개의 왕조로서 통치하였는데, 바다미 찰루키아로 알려진 초기 왕조는 6세기 중반 오늘날의 바다미에 해당하는 바타피 지역에 군림하였다. 바다미 찰루키아는 바나바시의 카담바 왕국이 쇠퇴하자 독립을 주장하기 시작하였으며, 풀라케신 2세의 치세 동안 급속도로 세력을 확장하였다.
풀라케신 2세 사후 동찰루키아는 데칸 동부에서 독립적인 왕국으로 분리되었으며, 11세기까지 벵기 지방에서 왕조를 유지하였다. 8세기 중반 데칸 서부에서는 라슈트라쿠타가 부상하여 10세기 후반에 바다미 찰루키아의 후손인 서찰루키아가 등장할 때까지 바다미 찰루키아를 실추시켰으며, 서찰루키아는 12세기 말까지 오늘날의 바사바칼얀에 해당하는 칼야니 지방에서 존속하였다.
찰루키아의 통치는 남인도 역사의 중요한 획기적인 사건이며, 카르나타카 역사에서 황금기를 상징한다. 바다미 찰루키아의 등장으로 남인도 지역에서 소왕국들이 난립하던 시기가 끝나고 제국이 등장하기 시작하였다. 또한 찰루키아는 남인도 지역에 수도를 둔 채 카베리 강과 나르마다 강 사이의 전 지역을 통합하고 지배하였다. 이 제국의 부상은 효율적인 행정, 해외 무역과 상업을 탄생시켰으며, "찰루키아 건축"이라고 불리는 새로운 건축 양식을 발전시켰다. 자이나교와 베라샤이바 전통에서 유래된 칸나다어 문학은 9세기 라슈트라쿠타 궁정에서 왕실의 지지를 누렸으며 서찰루키아에서 열렬한 후원을 받았다. 11세기에는 동찰루키아에서 텔루구어 문학이 후원을 받았다.

## 기원

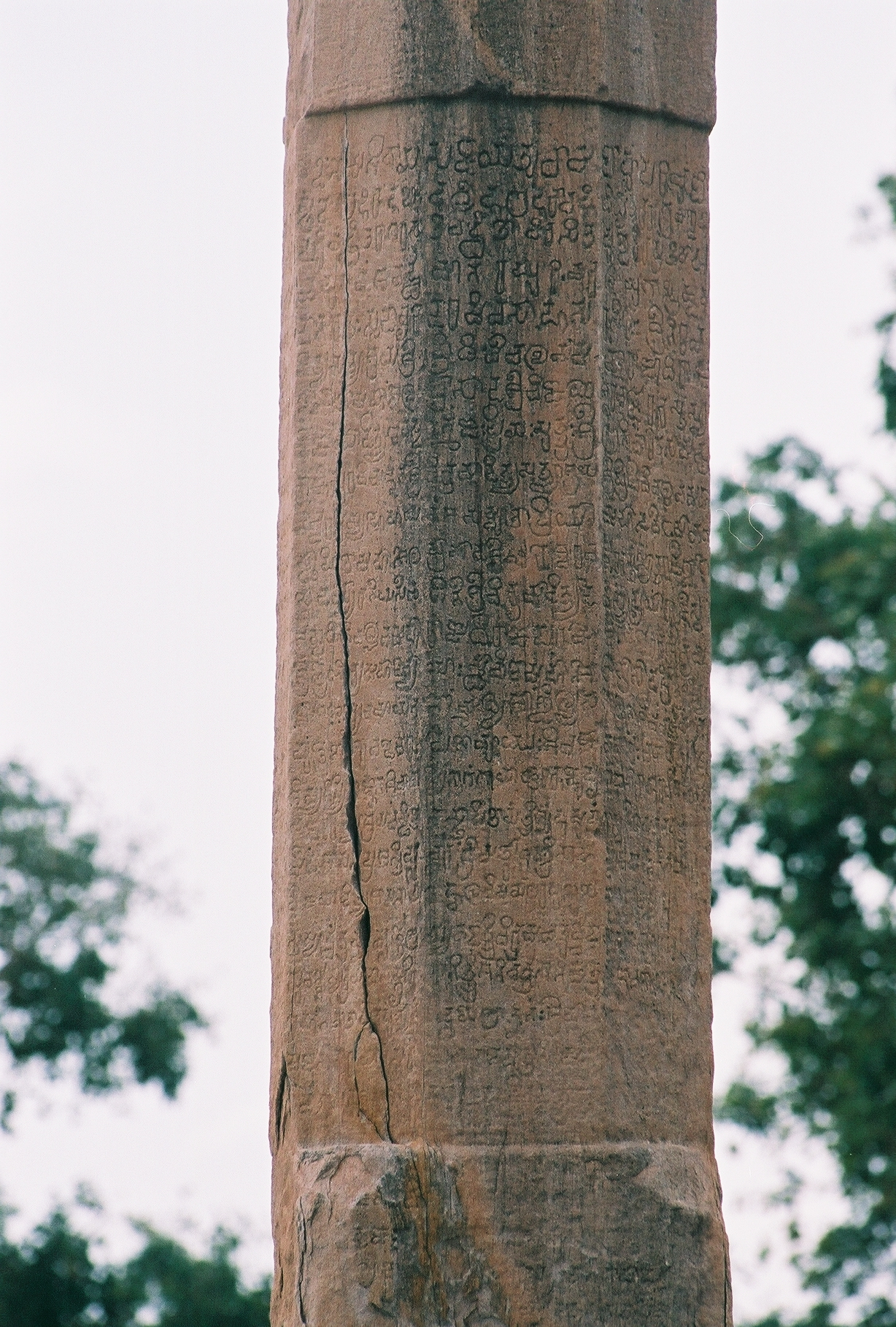
서기 733년 ~ 745년에 비루파크샤 사원에 있는 옛 칸나다어 비문인 승리의 기둥.

찰루키아의 초기 기원에 대한 이론은 매우 다양하지만, 존 키이(John Key), D.C. 시르카르(D.C. Sircar), 한스 라즈(Hans Raj), S. 센, 카마트, K.V. 라메쉬(K.V. Ramesh) 및 카르마카르(Karmarkar)와 같은 저명한 역사가들 간의 합의는 제국의 창립자들이 오늘날 카르나타카 지역의 바다미에서 거주하던 원주민이었다는 것이다.
한편 이들이 2세기의 이크슈바쿠 비문에서 언급된, 안드라 이크슈바쿠의 가신 '칸다칼리키 렘마나카'라는 족장의 후손이라는 가설이 제기되었다. 그러나 카마트는 이 가설이 혈통의 차이를 설명하지 못했다고 지적했다. 칸다칼라키 가신은 스스로를 '히란야카고트라의 바시슈티푸트라'라고 불렀다. 그러나 찰루키아는 그들의 비문에서 스스로를 '마나브야사고트라의 하리티푸트라'로 언급하였는데, 이는 그들의 초기 영주인 바나바시의 카담바와 동일한 계보이다. 이것은 그들을 카담바의 후손으로 여기게 한다. 찰루키아는 이전에 카담바가 통치했던 영토를 장악하였다.
동찰루키아의 후대 기록은 또 다른데, 이들은 북부 기원 이론을 언급하면서 아요디아의 한 통치자가 남쪽으로 와서 팔라바를 물리치고 그 공주와 결혼했다고 주장한다. 그녀는 풀라케신 1세의 아버지로 알려진 비자야디트야라는 아이를 낳았다고 한다. 그러나 역사가 K.V. 라메쉬, 초프라 및 사스트리에 따르면 바다미 찰루키아 비문에서는 자야심하가 풀라케신 1세의 할아버지이며, 라나라가가 풀라케신의 아버지인 것으로 확인되었다. 카마트와 모라에스는 남인도 왕가의 혈통과 북부 왕국을 연결하는 것이 11세기에 이루어진 대중적인 관행이었다고 주장한다. 또한 바다미 찰루키아의 기록 자체에서는 아요디아 기원설과 관련된 아무런 언급도 찾아볼 수 없다.
북부 기원 이론은 많은 역사가들에 의해 기각되었지만, 표명학자 K.V. 라메쉬는 북부인들의 초기 남부 이주가 조사가 필요한 '뚜렷한 가능성'이라고 주장했다. 그의 주장에 따르면 아요디아와의 가족 관계에 대한 비문적인 언급이 전혀 없었으며, 그에 따른 칸나디가 정체성은 그들이 족장과 왕으로서 성공을 거둔 오늘날의 카르나타카 지역으로 일찍 이주했기 때문일 수도 있다. 따라서 그들의 조상의 기원이 칸나다어권의 원주민이라는 생각은 아마도 찰루키아 제국의 왕들에게는 아무런 의미가 없었을 것이다. 12세기 카슈미르 시인 빌하나의 글에서는 찰루키아 가문이 수드라 카스트에 속했다고 주장하는 반면, 다른 문헌에서는 그들이 크샤트리야라고 주장한다.
역사가 장 호우벤과 카마트, 그리고 에피그라피스트 D.C. 시카르는 바다미 찰루키아 비문이 칸나다어와 산스크리트어로 적혀있다고 언급하였다. 역사가 N.L. 라오에 따르면, 그들의 비문은 자신들을 '카르나타스'라고 칭했으며, 그들의 이름은 '프리야갈람(Priyagallam)' 및 '노두타겔봄(Noduttagelvom)'과 같은 토착 칸나다어 명칭을 사용했다고 한다. 일부 찰루키아 왕자의 이름은 순수한 칸나다어 용어 '아라사("왕" 또는 "최고"를 의미)'로 끝난다. 라슈트라쿠타 비문은 '바다미 카르나타발라(카르나타의 힘)의 찰루키아'라고 명명한다. 역사가 S.C. 난디나트에 의해 "찰루키아"라는 단어가 농업용 도구와 관련된 칸나다어 단어인 살키(Salki), 또는 찰키(Chalkei)에서 유래했다는 주장이 제기되었다. 일부 역사가들에 따르면, 찰루키아인들은 농경인들로부터 유래되었다고 한다.

## 사료
산스크리트어와 칸나다어로 된 여러 비문은 바다미 찰루키아 역사에 대한 주요 사료이자 증거이다. 그중 망갈레샤(578)의 바다미 동굴 비문, 서기 700년 카페 아라바타의 기록, 풀라케신 2세의 페다바두구루 비문, 칸치 칼리사나타 사원 비문 및 비크라마디트야 2세의 파타다칼 비루파크샤 사원 비문(모두 칸나다어)은 찰루키아 언어의 더 많은 자료를 제공한다. 풀라케신 1세의 바다미 동굴 비문 (543)과 마하쿠타 기둥의 망갈레샤 비문(595), 그리고  풀라케신 2세의 아이홀 비문(634)은 오래된 칸나다 문자로 쓰여진 중요한 산스크리트어 비문의 예시이다. 찰루키아의 통치기 동안 타밀라캄으로 알려진 지역 이외의 인도 아대륙 지역에서 칸나다어가 산스크리트어와 함께 비문의 지배적인 언어로서 전파되는 것을 볼 수 있다. 칸나다어 전설이 있는 바다미 찰루키아의 여러 주화가 발견되었다. 이 모든 것은 이 기간 동안 칸나다어가 번성했음을 보여주는 증거이다.
동시대 외국에서 방문한 순례객, 또는 여행자들의 기록은 바다미 찰루키아에 대한 유용한 정보를 제공했다. 현장은 풀라케신 2세의 궁정을 방문하여 기록을 남겼다.
마하랄타국(摩訶剌侘國)의 둘레는 6천여 리에 달하며, 나라의 큰 도성은 서쪽으로는 대하(大河, 박트리아)에 접해 있는데 둘레는 30여 리에 달한다. 토지는 비옥하며 농사는 풍성하다. 기후는 무덥고 풍속은 순하고 질박하다. 나라에서는 수백 명에 달하는 용사들을 양성하는데, 언제나 결전에 임할 때가 되면 크게 취할 정도로 술을 마신다. 그리하여 한 사람이 상대의 선봉을 꺾으면 수많은 사람들이 뒤이어 그 정예부대를 꺾는다. 사람을 만나서 멋대로 상해를 입혀도 나라에서는 형벌을 가하지 않는다. 임금이 출타를 할 때마다 북을 두드리며 앞서서 길을 인도한다. 또한 난폭한 코끼리 수백 마리를 사육하고 있다. 그래서 전쟁을 벌이려고 할 때 먼저 코끼리 떼에게 술을 먹인 뒤에 풀어놓아 마구 짓밟게 한다. 그러면 이들 앞에는 아무리 강한 적이더라도 무릎을 꿇고 만다. 이 나라의 왕은 이 같은 병사와 코끼리의 힘을 믿고서 이웃 나라를 쉽게 능욕하곤 한다. 왕은 찰제리종인데, 이름은 보라계사(補羅稽舍, 풀라케신 2세)라고 한다. 지략이 뛰어나고 성품이 어질며, 그 자애로움이 먼 곳에까지 미치고 있다.

摩訶剌侘國, 周六千餘里。國大都城西臨大河, 周三十餘里。土地沃壤, 稼穡殷盛。氣序溫暑, 風俗淳質。國養勇士, 有數百人, 每將決戰, 飮酒酣醉, 一人摧鋒, 萬夫挫銳。遇人肆害, 國刑不加, 每出遊行, 擊鼓前導。復飤暴象, 凡數百頭, 將欲陣戰, 亦先飮酒, 群馳蹈踐, 前無堅敵。其王恃此人象, 輕陵鄰國。王, 剎帝利種也, 名補羅稽舍。謀猷弘遠, 仁慈廣被, 臣下事之, 盡其忠矣。
— 『대당서역기』11권 중

이 방문 당시, 아이홀 비문(634)에 언급되었던 것처럼, 풀라케신 2세는 그의 제국을 각각 99,000개의 마을로 구성된 3개의 '마하라슈트라카'(위대한 지방)으로 나누었다. 이는 아마도 오늘날의 카르나타카, 마하라슈트라, 콘칸을 포함했을 것이다. 황제의 통치에 감명받은 현장은, 그의 효율적인 통치의 위엄과 권위가 멀리까지 느껴진다는 것을 표현했다. 후에 사산 황제 호스로 2세는 풀라케신 2세와 사절단을 교환했다.

## 전설
서찰루키아 왕조의 궁정 시인은 찰루키아의 조상 신화에 대해 다음과 같이 설명한다.
"창조자인 브라흐마가 산디아 (황혼) 의식의 수행에 참여했을 때, 인드라는 그에게 다가와 지구상에서 증가하는 악을 종식시킬 수있는 영웅을 창조해달라고 간청했다. 이렇게 요청을 받은 브라흐마는 꾸준히 출루카-잘라(손바닥에 있는 봉헌의 물)를 들여다 보았고, 찰루키아의 조상인 위대한 전사가 나왔다."

찰루키아는 스스로가 사프타 마트리카스("일곱 신성한 어머니")의 양육을 받았으며 시바, 비슈누, 참문디, 수리야, 쿠베라, 파르바티, 비나야카 및 카르티케야를 포함한 많은 신의 숭배자라고 주장하였다.
일부 학자들은 찰루키아를 구자라트의 차울루키아 왕조와 연결짓는다. 프리티비라지 라오의 후기 사본에서 언급된 신화에 따르면 차울루카야는 아부산의 화덕(Agnikund)에서 태어났다. 그러나 아그니쿨라의 이야기는 비카네르의 요새 도서관에 보존된 프리티비라지 라오의 원본에서 전혀 언급되지 않는다는 것이 확인되었다.
비크라마디트야 6세(11세기 이후)의 닐라군다 비문에 따르면, 찰루키아는 원래 59명의 왕이 통치했던 아요디아 출신이었고, 나중에 이 가족 중 16명이 남인도로 이주해 군림하였다. 이것은 그의 궁정 시인 빌하나에 의해 반복되며, 그는 가족의 첫 번째 구성원인 "찰루키아"가 브라흐마 신의 "손의 구멍"에서 태어났기 때문에 이러한 이름이 붙여졌다고 한다. 일부 족보 기록은 아요디아 기원을 가리키며 찰루키아가 수리야밤사의 일원이라고 주장한다.
루이스가 제시한 이론에 따르면, 찰루키아는 이라크의 "셀레우키아" 부족의 후손이며 칸치푸람의 팔라바와의 갈등은 고대 셀레우키아와 "파르티아"사이의 갈등이 이어진 것이라고 한다. 그러나 카마트에 의해 이 이론은 유사하게 들리는 부족 이름을 기반으로 혈통을 구축하려는 것이라며 완파되었다.

## 역사

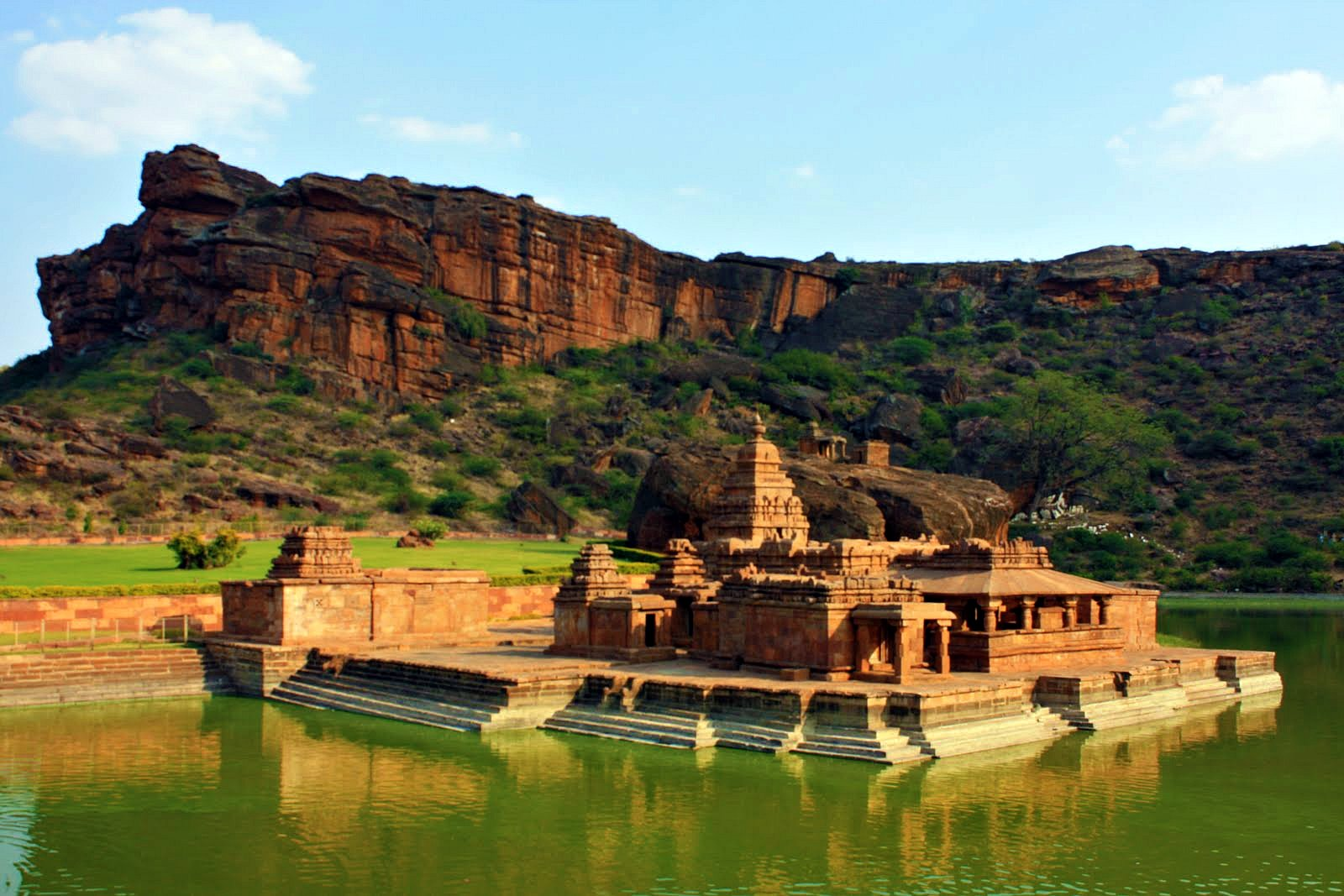
바다미의 부타나타 사원 단지.

찰루키아 왕조는 600년 이상 동안 인도의 데칸 고원을 지배했다. 이 기간 동안, 그들은 밀접하게 관련되어 있지만 각각의 개별적인 세 왕조로 통치했다.
- 6세기와 8세기 사이에 통치했던 바다미의 찰루키아('초기 찰루키아'라고도 불림)
- 바다미의 찰루키아와 두 형제 왕조인 칼야니의 찰루키아('서찰루키아', 또는 '후기 찰루키아'라고도 불림)
- 바다미의 찰루키아에서 파생되어 건국된 벵기의 찰루키아('동찰루키아'라고도 불림)

### 바다미의 찰루키아
6세기에 굽타 제국과 그 후계 국가들의 쇠퇴로, 빈디아산맥 남쪽의 데칸 지역과 타밀라캄 지역에는 큰 변화가 일어나기 시작했다. 작은 소왕국들이 난립하던 시대가 막을 내리고 드디어  제국의 시대가 열린 것이다. 찰루키아 왕조는 543년 풀라케신 1세에 의해 창건되었다. 풀라케신 1세는 바타피(오늘날 카르나타카주 바갈코트구의 바다미)를 수도로 명명하였다. 이로 인해 초대 찰루키아는 '바다미의 찰루키아(ಬಾದಾಮಿ ಚಾಲುಕ್ಯ)'라고도 불리게 되었다. 그들은 카르나타카주 전체와 데칸고원의 안드라프라데시주 대부분을 포함하는 제국을 통치했다.
왕위를 물려받기 전 에레야라는 이름을 가졌던 풀라케신 2세는 데칸고원 전역을 지배하고 통치하였으며, 바다미 왕조에서 제일 유명한 왕이 되었다.그의 치세에 찰루키아 왕조는 본격적인 전성기로 돌입하였으며, 따라서 풀라케신 2세는 인도 역사상 주목할만한 왕 중 하나로 간주된다. 그의 왕비들은 남부 카나라 지역의 알루파 왕조와 탈라카드의 서강가 왕조의 공주들이었는데, 이들 왕조는 찰루키아 왕조와의 혼인을 통해 혈연관계로 친밀한 유대를 맺었다. 풀라케신 2세는 찰루키아 제국의 남쪽 국경을 팔라바 왕국의 북쪽까지 확장하고, 나르마다 강둑에서 푸슈야부티 왕조의 하르샤 왕의 남진을 저지하였으며, 그 뒤에 데칸 남동부에서 비슈누쿤디나 왕조를 격파하였다. 아이홀 비문에서 언급했듯이 풀라케신 2세는 그의 제국을 3개의 마하라슈트라카 또는 각각 99,000개의 마을로 구성된 큰 영토로 나누었으며, 이 제국은 아마도 오늘날의 카르나타카, 마하라슈트라, 해안 콘칸 지역을 장악했을 것이다. 당시 풀라케신 2세의 궁정을 방문했던 당나라 승려 현장은 왕의 효율적인 행정의 혜택이 광범위하게 느껴지는 것을 관찰하며 제국의 통치에 깊은 인상을 받았으며, 동시기 페르시아 황제 호스로 2세는 후에 풀라케신 2세와 사신을 교환하기도 하였다. 그러나 팔라바의 왕 나라심하바르만은 642년 바다미를 공격, 일시적으로 함락시키면서 바다미 찰루키아 왕조의 세력 확장을 저지하였으며, 이 과정에서 풀라케신 2세가 전사한 것으로 추정되고 있다.
바다미 찰루키아 왕조는 바다미가 13년 동안 팔라바 왕조에 점령당했을 당시, 내분으로 인하여 풀라케신 2세가 죽으면서 잠시 쇠퇴하였으나, 비크라마디트야 1세가 바다미에서 팔라바족을 밀어내고 제국의 질서를 회복하는 데 성공하였다. 비크라마디트야는 "라자말라"라는 별칭을 얻었다. 이후 찰루키아 왕조는 비크라마디트야 치하에서 계속해서 번영하였고, 그 뒤를 이은 비자야디트야(696년 ~ 733년) 왕은 37년간 왕조를 통치하였으며 수많은 사원을 건축하였다.
찰루키아 왕조는 비크라마디트야 2세의 치세(733년 ~ 744년)에 다시 전성기로 돌입하였는데, 이 시기에 톤다이만달람 영토의 정복과, 동시기 팔라바 왕국의 난디바르만 2세에게서 거둔 승리는 비크라마디트야 2세의 유명세를 인도 전역에 널리 떨치게 하였다. 또한 그는 정복자임에도 팔라바 왕국의 국민들과 수도 칸치푸람의 기념물에 자비를 베풀어 더욱 존경을 받았다. 이로써 찰루키아 왕조는 팔라바 왕조에게 반다비를 점령당했던 이전의 굴욕을 되돌려주었다. 승리를 기념하기 위해 카날라사나타 사원에 칸나다어가 새겨진 승전비가 세워졌다.
한편 그의 통치 기간 동안 이슬람 세력의 공격이 시작되었다. 아랍의 우마이야 칼리파국 침입자들은 찰루키아 통치하에 있던 남부 구자라트를 침공했으나, 아랍인들은 나브사리의 찰루키아 총독 아바니자나슈라야 풀라케시에 의해 패배한 후 쫓겨났다. 비크라마디트야는 나중에 칼라브라 통치자를 정복했을 뿐만 아니라, 타밀 지역의 다른 전통적인 왕국들인 판디아, 촐라 및 체라를 지배하였다.
753년 라슈트라쿠타의 왕 단티두르가에 의해 키르티바르만 2세를 마지막으로 바다미 찰루키아 왕조가 막을 내렸다. 바다미 찰루키아는 전성기에 남쪽의 카베리 강에서부터 북쪽의 나르마다 강까지 이르는 광대한 제국을 통치하였다.

### 칼야니의 찰루키아
데칸의 상당 부분이 라슈트라쿠타의 통치하에 있었을 때, 찰루키아 가문은 200년 이상의 휴거 기간 후인 973년에 그들의 재산을 되살렸다. 이 제국의 왕들의 계보는 아직도 논쟁 중이다. 현대의 문학적·비문학적 증거와, 서찰루키아 왕들이 초기 찰루키아 왕들이 일반적으로 사용하던 칭호와 이름을 사용했다는 사실에 근거한 한 이론은 서찰루키아 왕들이 6세기의 유명한 바다미 찰루키아 왕조와 같은 혈통에 속했다고 주장하지만, 다른 서찰루키아 비문학적 증거는 그들이 초기 찰루키아와는 무관한 별개의 혈통이었음을 시사한다.
타르다바디를 통치했던 라슈트라쿠타 봉신인 타일라파 2세(1000년, 비자푸르 지역)는 라슈트라쿠타의 카르카 2세를 전복시키고 서부 데칸에서 찰루키아 통치를 다시 확립했으며, 이후 옛 찰루키아 제국의 영역 대부분을 회복했다. 서찰루키아는 200년 이상 데칸을 통치했으며, 남인도의 촐라 제국, 그리고 그들의 사촌인 벵기의 동찰루키아와 끊임없이 갈등을 빚었다. 비크라마디티야 6세는 왕조에서 가장 주목할 만한 통치자로 널리 알려져 있다. 50년간 지속된 그의 통치 초기부터 그는 기존의 사카기원을 폐지하고 비크라마기원을 열었다. 이후 대부분의 찰루키야 비문은 이 새로운 기년법으로 거슬러 올라간다. 비크라마디티야 6세는 야심차고 숙련된 군사 지도자였다. 그의 지도력 아래, 서찰루키아는 벵기(안드라 해안)에 대한 촐라의 영향력을 종식시키고 데칸의 확고한 지배 세력이 될 수 있었다. 서찰루키아 시대는 칸나다어 문학과 산스크리트 문학의 발전에서 중요한 시기였다. 12세기 말 호이살라, 판디아, 카카티야, 데바기리의 야다바 왕조가 등장하면서, 칼야니의 찰루키아 제국은 최종적으로 해체되었다.

### 벵기의 찰루키아
풀라케신 2세는 616년에 오늘날의 안드라프라데시주 해안 지역에 해당하는 동부 데칸을 정복하여 비슈누쿤디나 왕조의 잔당들을 물리쳤다. 그는 621년에 그의 형인 쿠브자 비슈누바르다나를 총독으로 임명했다. 즉 동찰루키아인들은 원래 칸나다인이었다. 풀라케신 2세가 죽은 후, 벵기 부왕령은 독립적인 왕국으로 발전했고 넬로르와 비사카파트남 사이의 지역을 포함했다.
8세기 중반 바다미 찰루키아 제국의 쇠퇴 후, 서부 데칸의 새로운 통치자인 라슈트라쿠타와 동찰루키아 사이에 영토 분쟁이 일어났다. 그 후 2세기의 대부분 동안, 동찰루키아인들은 라슈트라쿠타의 종속을 받아들여야 했다. 비자야디티야 2세 (c.808–847)에 의한 것과 같은 드문 군사적인 성공을 제외하고, 이 찰루키아가 독립을 축하할 수 있었던 것은 비마 1세 (c.892–921)의 통치 기간 중이었다. 비마 1세의 죽음 이후, 안드라 지역은 다시 한 번 계승 분쟁과 라슈트라쿠타에 의한 벵기 문제에 대한 간섭을 목격했다.
동찰루키아의 운명은 1000년에 바뀌었다. 그들의 왕인 다나르나바는 텔루구 초다 왕 비마에 의해 973년에 전투에서 죽었고 그 후 27년 동안 그 지역에 대한 그의 통치를 강요했다. 이 시기 동안 다나르나바의 두 아들은 촐라 제국으로 피신했다. 초다 비마의 촐라 영토인 톤다이만달람의 침략과 전장에서의 그의 이후의 죽음은 촐라-찰루키아 관계에 새로운 시대를 열었다. 비록 라자라자 1세의 통치하에 있었지만, 다나르나바의 장남인 사크티바르만 1세가 1000년에 벵기의 통치자로 즉위했다. 그 당시 서부 데칸의 주요 권력으로서 라슈트라쿠타를 대체했던 서찰루키아는 촐라와 해안가 안드라 왕국 사이의 이 새로운 관계를 받아들일 수 없었으며, 벵기 지역에서 증가하는 촐라의 영향력을 뿌리뽑으려고 했지만 성공하지 못했다.
동찰루키아 왕조는 초기에 칸나다어와 문학을 장려했지만, 이후 지역적인 요인들이 자리 잡으면서 텔루구어를 중요시하였다. 텔루구어 문학의 성장은 동찰루키아 덕분이다.

## 행정
찰루키아 정부는 마가다와 사타바하나 행정 기구를 따라 면밀히 모델화되었다. 제국은 여러 마하라슈트라카(주)들로 나뉘었고, 마하라슈트라카들은 다시 카담바 왕조가 사용했던 다사그라마 단위와 비슷한 하위 행정 단위인 라슈트라카(만달라), 비샤야(구), 보가(10개 마을로 구성된 행정 단위)로 나뉘었다. 낮은 수준의 정부에서는 카담바 양식이 완전히 우세했다. 비크라마디야 1세의 산잔 판에는 다사그라마라고 불리는 토지 단위까지 언급되어 있다. 제국의 속주 외에도 알루파, 강가, 바나, 센드라카와 같은 봉신들에 의해 지배되는 자치구가 있었다. 지역 집회와 길드가 지역 문제를 돌보았다. 마하자나(배움을 받은 브라만) 집단은 2000 마하잔이 섬긴 바다미와 500명의 마하야가 섬긴 아이홀과 같은 아그라하라(가티카 또는 "고등 교육을 받은 지역"이라고 불리는)를 담당했다. 헤르준카(하중에 대한 세금), 키루쿨라(수송 중인 소매 상품에 대한 세금), 빌코드(판매 세금), 판나야-베텔 세금, 싯다야(토지세), 바다라불라(왕실을 지원하기 위해 부과되는 세금) 등의 세금 제도가 존재하였다.

## 군사
찰루키아 군대는 잘 조직되었고 이것이 풀라케신 2세가 빈디야산맥을 넘는 데 성공한 이유였다. 찰루키아 군대는 보병, 기병, 코끼리 부대, 그리고 강력한 해군으로 구성되었다. 당나라의 승려 현장은 찰루키아 군대가 전투 전에 술에 취한 수백 마리의 코끼리를 가지고 있었다고 썼다. 그들이 인도의 동쪽 해안에 있는 레바티드비파(오늘날의 고아주)와 푸리를 정복한 것은 그들이 지닌 해군 덕분이었다. 라슈트라쿠타 비문은 강력한 찰루키아 군대를 나타낼 때 "카르나타카발라"라는 용어를 사용한다.

## 화폐
바다미 찰루키아는 북쪽 왕국의 동전들과 비교했을 때, 다른 기준의 동전들을 주조했다. 그 동전들은 나가리와 칸나다의 명각들을 지니고 있었다. 망갈레샤의 동전들은 앞면에 사원, 뒷면에 '램프 사이의 통로' 또는 사원이라는 상징을 지니고 있었다. 풀라케신 2세의 동전은 앞면에 정면으로 사자가, 뒷면에 사원이 새겨져 있다. 그 동전들은 무게가 4그램이었고 옛 칸나다어로 훈(또는 호누)이라고 불렸으며 파나(또는 파남)와 쿼터파나(현대의 칸나다어에 해당하는 하나 - 글자 그대로 "돈"을 의미함)와 같은 단위들을 가지고 있었다. 가다아나라고 불리는 금화는 나중에 바라하(왕실의 상징)라고 알려지게 된 파타다칼의 비자예스와라 사원의 기록에 언급되어 있다.

## 사회
찰루키아에는 힌두교의 카스트 제도가 존재했고 데바다시들이 정부에 의해 인정되었다. 일부 왕들은 많은 존경을 받았던 후궁(가니카)을 거느렸고, 비냐바티와 비자얀카와 같은 과부들이 기록에 언급되기 때문에 사티 풍습은 아마도 존재하지 않았을 것이다. 그러나 데바다시들은 사원들에 존재했다. 남인도의 고전 춤인 바라타나탐의 전신인 현자 바라타의 나티야샤스트라는 인기가 있었고 많은 조각품들에서 보여지고 비문에 언급된다. 왕실의 일부 여성들은 행정에서 정치적인 권력을 누렸다. 비자얀카 왕비는 유명한 산스크리트어 시인이자 비자야디티야의 여동생이었던 쿰쿠바데비(그리고 알루파 왕 치트라바하나의 왕비)로 여러 교부금들을 하사하는 동시에 풀리게레에 아네사제바사디라고 불리는 자이나교 사원을 세웠고, 비크라마디티야 2세, 로카마하데비, 트라일로키야마하데비의 왕비들 역시 교부금들을 냈고 아마도 각각 파타다칼에 있는 로케스바라 사원(오늘날의 비루파크샤 사원), 그리고 말리카르주나 사원을 봉헌했다.

## 종교

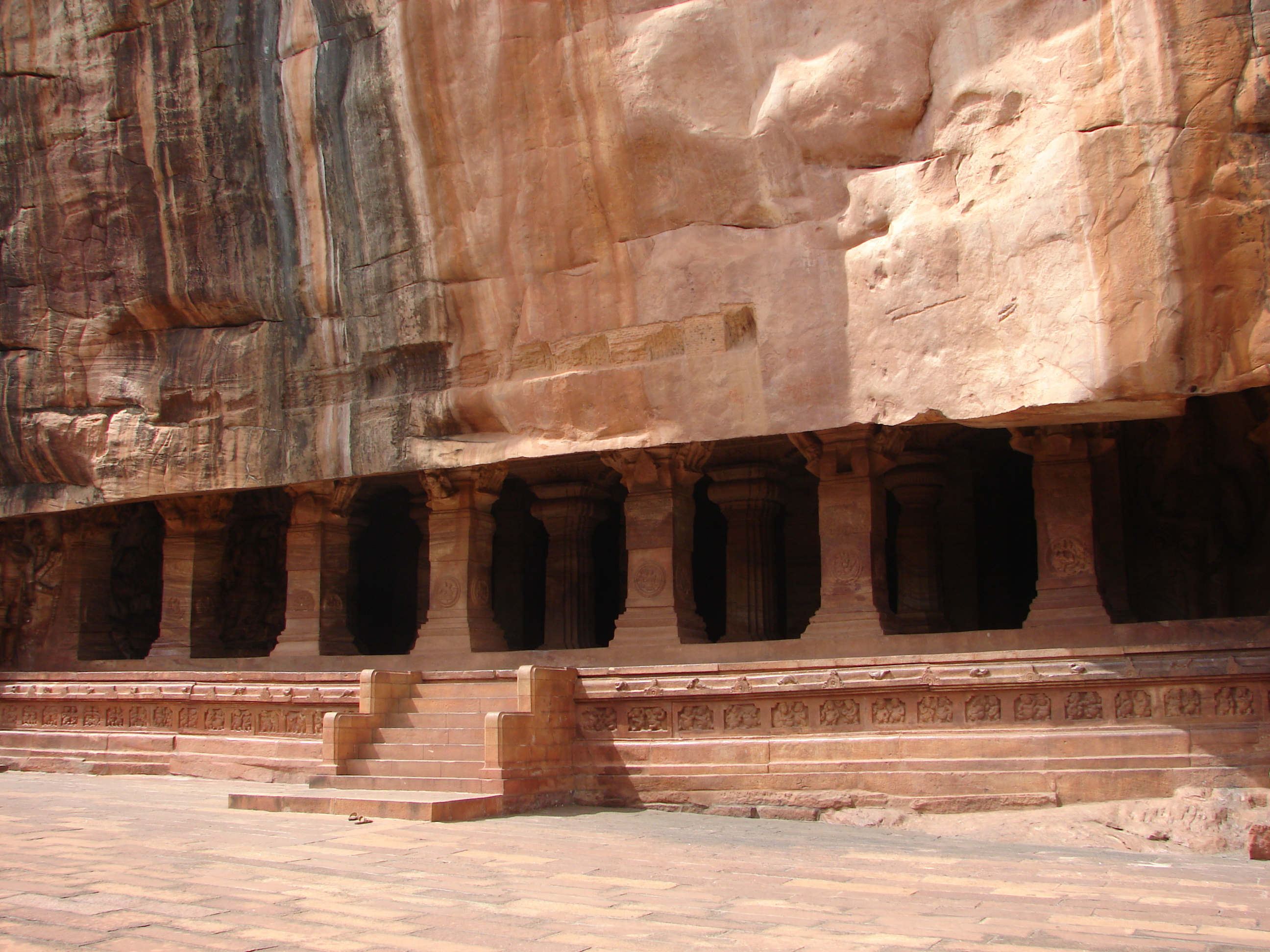
바다미의 바이슈나바 석굴 사원 No. 3, 서기 578년.

시바파와 비슈누파 모두 바다미 찰루키아 시대에 번성했지만, 그 중 비슈누파의 인기가 더 많았다. 파타다칼, 아이홀, 마하쿠타와 같은 곳에 유명한 사원들이 세워졌고, 인도 북부에서 성직자(아르카)들이 초대되었다. 베다의 희생제, 종교적 맹세(브라타)와 선물(다나)의 수여가 중요했다. 바다미 왕들은 베다 힌두교의 추종자들이었고 아이홀레의 인기 있는 힌두교 신들에게 사원을 바쳤다. 신들의 조각상은 비슈누, 시바, 카르티케야, 가나파티, 샤크티, 수리야, 사프타 마트리카(" 일곱 어머니들")와 같은 힌두교 신들의 인기를 증명한다. 바다미 왕들은 또한 아슈바메다("말 희생제")를 행했다. 다산의 여신인 라자 가우리의 숭배가 알려져 있다. 이 시기에는 자이나교도 중요한 종교였다. 그러나 왕조의 왕들은 세속적이지 않았고 자이나교를 적극적으로 장려했다. 바다미 석굴 사원들 중 하나는 자이나교도에게 바쳐졌다. 자이나교 사원들은 아이홀 단지에도 세워졌는데, 마구티에 있는 사원이 그런 예이다. 풀라케신 2세의 궁정 시인인 라비키르티는 자이나교도였다. 비나야바티 왕비는 바다미에서 트리무르티("힌두 삼주신")를 위한 사원을 봉헌했다. 트리무르티, 하리하라, 아르다나리슈와라의 조각상들은 그들의 관용에 대한 충분한 증거를 제공한다. 불교는 동남아시아로 진출하면서 쇠퇴하고 있었다. 이것은 현장의 저술로 확인할 수 있다. 바다미, 아이홀, 쿠르투코티, 풀리게레(오늘날 가다그구의 락시슈와르)는 주요 학문의 장소였다.

## 건축

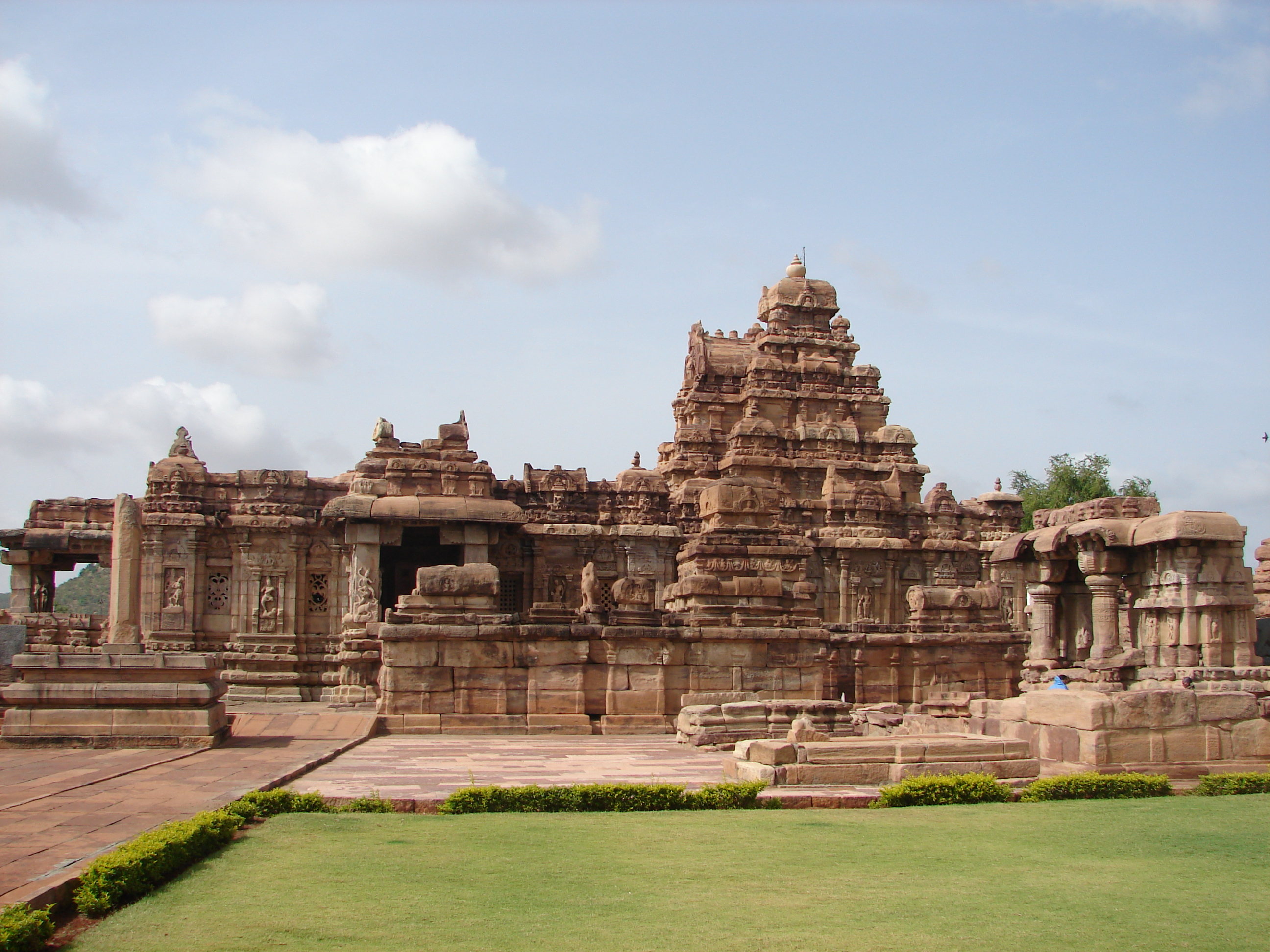
서기 740년 파타다칼에 지어진 드라비다 양식의 비루파크샤 사원.

바다미 찰루키아 시대는 남인도 건축의 발전에 있어 중요한 시기였다. 이 왕조의 왕들은 우마파티 바르랍드라고 불렸고 힌두교의 시바 신을 위해 많은 사원들을 지었다. 이들의 건축 양식은 "찰루키아 건축" 또는 "카르나타 드라비다 건축"이라고 불린다. 이들에 의해 지어진 거의 100개의 기념물들, 즉 암각(석굴)과 구조적인 것들이 오늘날의 카르나타카 북부 바갈코트 지역의 말라프라바강 유역에서 발견된다. 이들이 사용한 건축 자재는 현지에서 발견된 붉은 황금빛의 사암이었다. 이 석굴 사원들은 기본적으로 찰루키아가 차지하고 있는 살아있는 암석 유적지를 잘라내 발굴한 것이다. 이 사원들은 구조적 대응물처럼 지어진 것이 아니라 "감산"이라고 알려진 특별한 기술에 의해 만들어졌으며 기본적으로 조각적이다. 비록 이들이 광대한 제국을 통치했지만, 찰루키아 공방들은 이들의 사원 건설 활동의 대부분을 오늘날 카르나타카주의 아이홀레, 바다미, 파타다칼, 마하쿠타 등 찰루키아 중심지 내 비교적 작은 지역에 집중했다.
찰루키아의 사원 건축 활동은 3단계로 분류될 수 있다. 초기 단계는 6세기 마지막 분기에 시작되어 많은 석굴 사원들을 낳았는데, 그 중 두드러진 것은 아이홀레에 있는 세 개의 기본 석굴 사원들(베다 사원 하나, 자이나교 사원 하나, 불교 사원 하나)이고, 그 다음으로 바다미에 있는 네 개의 발전된 석굴 사원들(그 중 3번 석굴인 바이슈나바 사원은 정확히 서기 578년까지 거슬러 올라간다)이다. 바다미에 있는 이 석굴 사원들은 각각 단순한 외부를 가지고 있지만 유난히 잘 마감된 내부는 기둥이 있는 베란다, 기둥이 있는 홀(만타파), 주신을 모신 셀라(바위 깊숙한 곳으로 깎여 있는 성소)로 구성되어 있다는 점에서 유사하다. 바다미에 있는 세 개의 석굴 사원들은 베다 사원 2개와 자이나교 사원 하나이다. 베다 사원들은 하리하라, 마히샤수라마르디니, 바라하, 나라심하, 트리비크라마, 비슈누가 아난타(뱀) 위에 앉아있는 것과 나타라자(춤추는 시바)의 거대한 잘 조각된 이미지들을 포함하고 있다.
사원 건축의 2단계는 아이홀레(약 70개의 건축물이 존재하며 "인도 사원 건축의 요람 중 하나"라고 불려왔다)과 바다미에 있었다. 비록 이 사원들의 정확한 연대가 논란이 되고 있지만, 이 건축의 시작은 600년경부터라는 데에는 의견이 일치한다. 흥미로운 구멍이 뚫린 돌 창문과 강 여신 조각이 있는 라드 칸 사원(일부에서는 450년경으로 추정하지만 더 정확히는 620년으로 추정), 구조 설계의 발전을 보여주는 메구티 자이나교 사원(634), 북인도 양식의 탑(8세기)과 불교의 차이티야 디자인을 브라만 양식에 적용하려는 실험이 있는 두르가 사원(전체적으로 남북인도 양식이 통합되어 있음)이 있으며, 후치말리 구디 사원은 성소와 홀을 연결하는 현관이 새로 추가되었다. 이 시기의 다른 드라비다 양식 사원들은 나가랄의 나가나타 사원, 바난티구디 사원, 마하쿠테바라 사원, 말리카르주나 사원, 그리고 하부 시발라야 사원, 말레기티 시발라야 사원(상부), 바다미의 잠불링세스바라 사원 등이 있다. 바다미에서 남동쪽으로 140km 떨어진 찰루키안 건축 중심지 외곽에 위치한 초기 찰루키아 양식과 관련된 구조로 7세기 후반에 지어진 산두루의 특이한 파르바티 사원이 있다. 길이 48피트, 폭 37피트의 중간 크기인 이 사원은 나가라(북인도) 양식의 비마나(탑)와 드라비다(남인도) 양식의 부분이 있으며, 만타파(홀)가 없고 배럴 아치형 탑(수카나시)으로 장식된 안타랄라(현관)로 구성되어 있다. 사원의 "엇갈린" 기본 계획은 훨씬 후대인 11세기에 인기를 얻게 되었다.
8세기에 지어져 오늘날 유네스코 세계문화유산으로 지정된 파타다칼의 구조 사원들은 바다미 찰루키아 건축의 절정과 성숙기를 나타낸다. 바다미에 있는 부타다 사원 그룹도 이 시기의 것들이다. 파타다칼에는 10개의 사원들이 있는데, 남쪽 드라비다 양식으로 6개, 북쪽 나가라 양식으로 4개가 있다. 이들 중에 잘 알려진 것들은 남쪽 양식의 상가메즈바라 사원(725), 비루팍샤 사원(740–745), 그리고 말리카르주나 사원(740–745)이다. 파파나타 사원(680)과 갈라가나타 사원(740)은 나가라 – 드라비다 융합 양식의 초기 시도이다. 비루팍샤 사원과 말리카르주나 사원은 칸치푸람의 팔라바에 대한 군사적인 성공 이후 비크라마디타 2세의 두 왕비에 의해 의뢰되었다고 비문에 나와 있다. 잘 알려진 찰루키아 건축가들의 이름으로 레바디 오바이자, 나라소바, 아니바리타 군다 등이 있다.
서찰루키아의 통치 기간은 데칸 건축의 발전에 중요한 시기였다. 그들의 건축은 8세기의 바다미 찰루키아 건축과 13세기에 대중화된 호이살라 건축 사이의 개념적인 연결고리 역할을 했다. 그들의 문화와 사원 건설 활동의 중심은 오늘날 카르나타카주의 퉁가하드라 지역에 있었고, 오늘날의 하베리구와 가다그구를 포함했다. 여기에 큰 중세 작업장이 수많은 기념물을 지었다. 기존 드라비다 사원의 지역적 변형인 이 기념물들은 카르나타 드라비다 전통을 정의했다.
이 시기에 만들어진 많은 건축물들 중 가장 주목할 만한 것들로 코팔구의 이타기에 있는 마하데바 사원, 가다그구의 라쿤디에 있는 카시비스베바라 사원, 쿠루바티에 있는 말리카르주나 사원과 바갈리에 있는 칼레스바라 사원들을 들 수 있다. 다른 주목할 만한 건축물들은 담발에 있는 도다 바사파 사원, 하베리에 있는 시데스바라 사원과 안니게리에 있는 암르테스바라 사원 등이 있으며, 동찰루키아는 오늘날 안드라프라데시주 알람푸르에 훌륭한 사원들을 지었다.

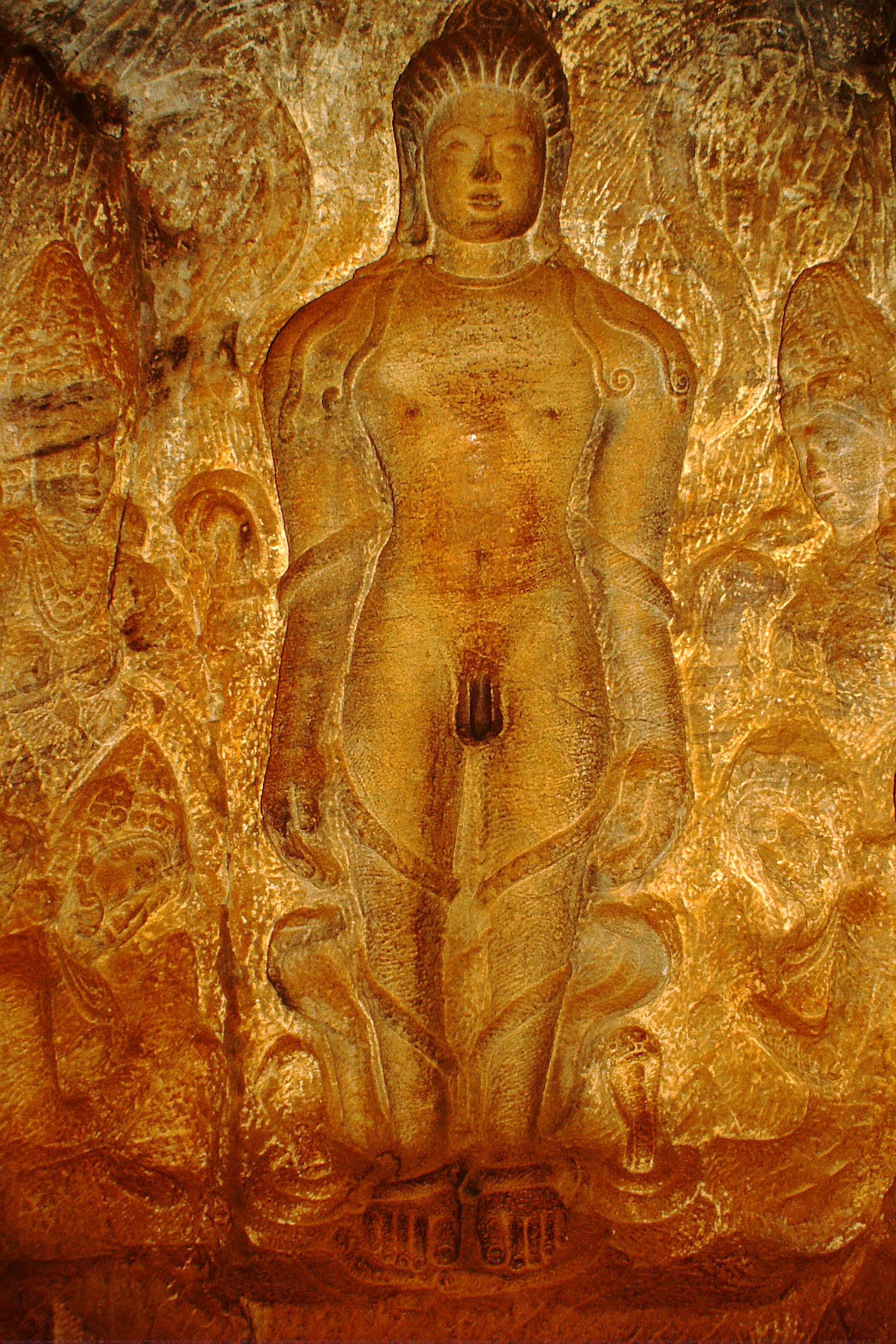
서기 6세기 바다미에 지어진 바후발리의 No. 4 자이나교 석굴 사원
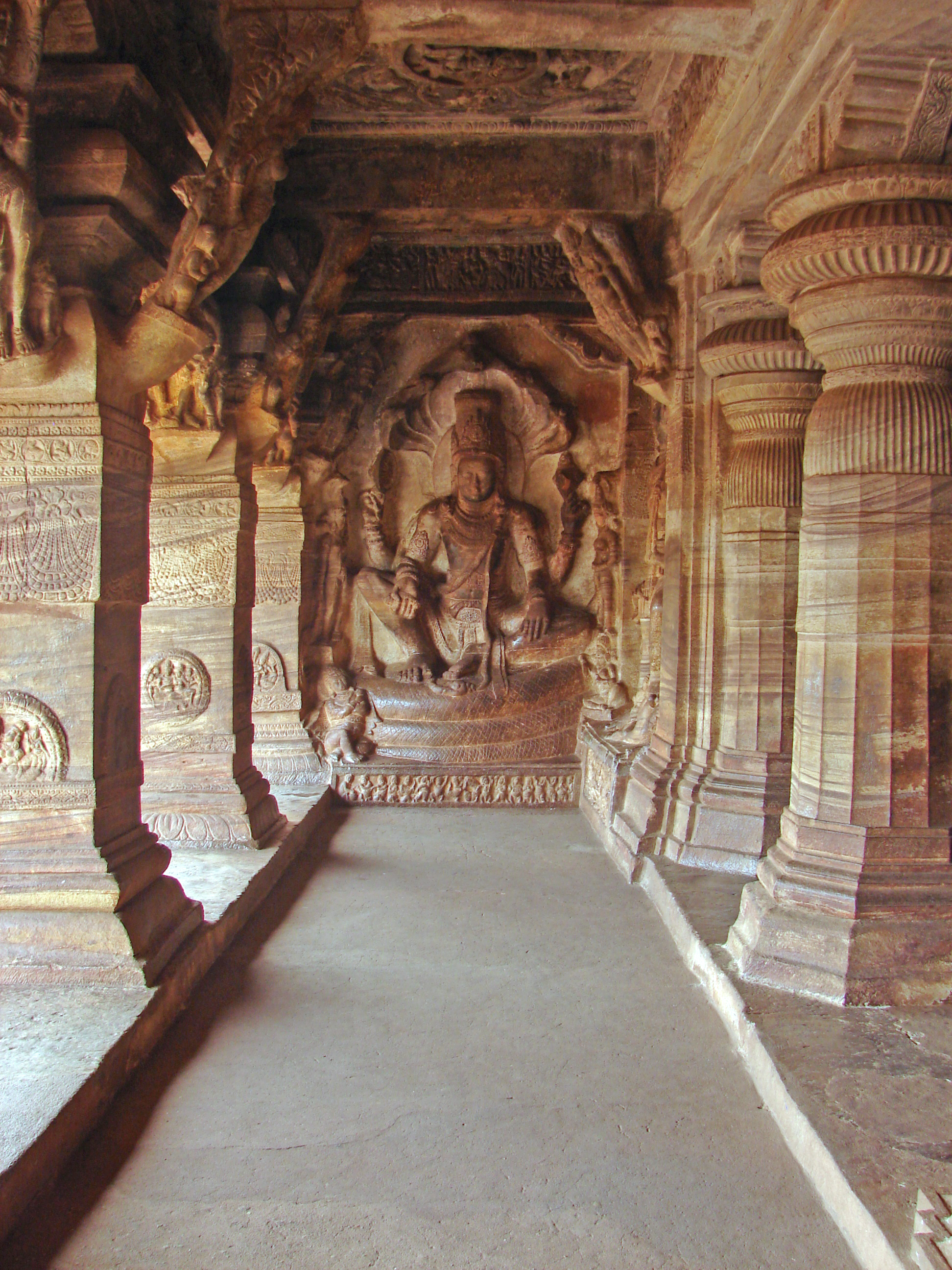
No. 4 석굴 사원의 비슈누 이미지
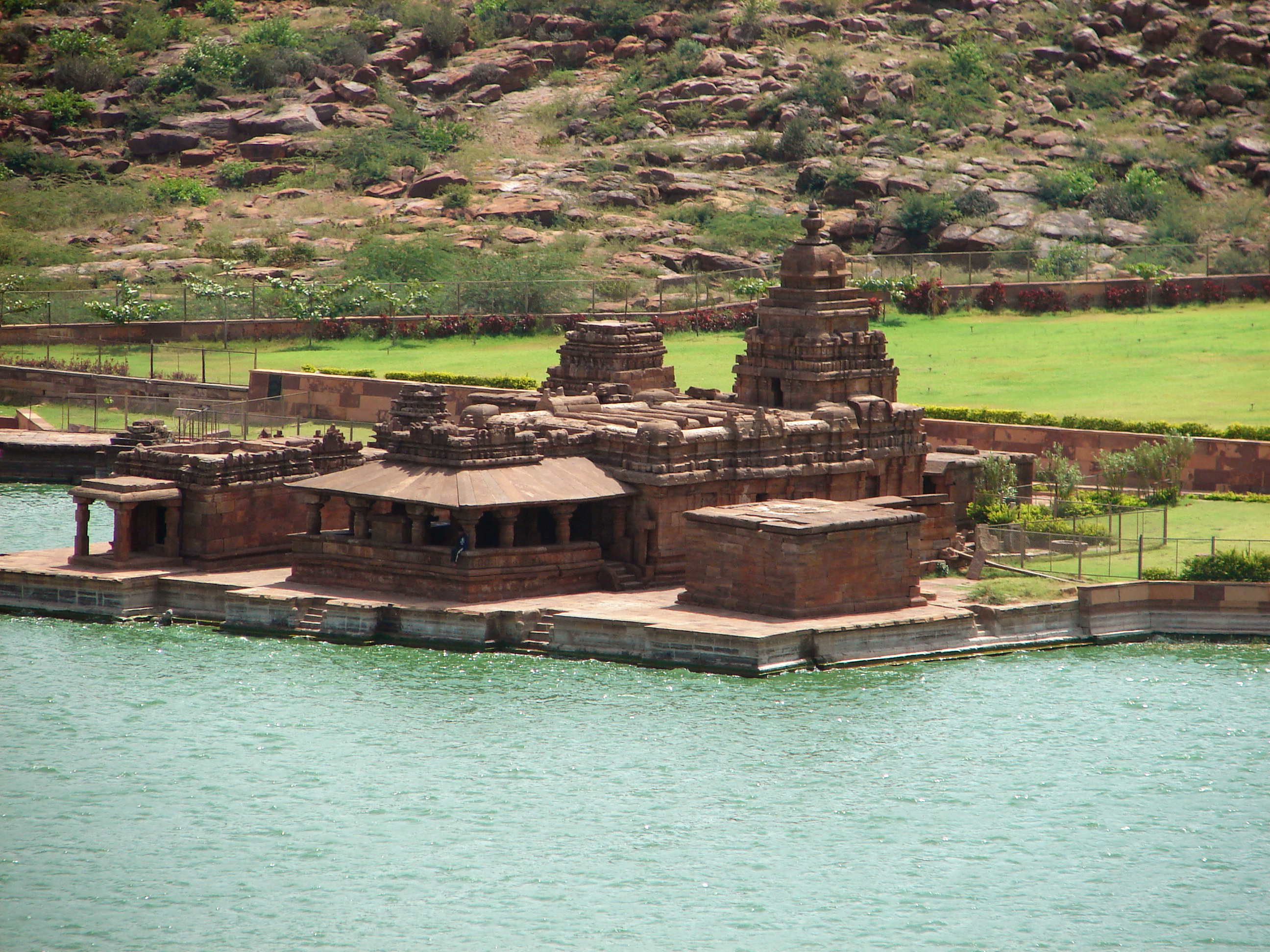
바다미 탱크와 마주보고 있는 부탄타 사원군
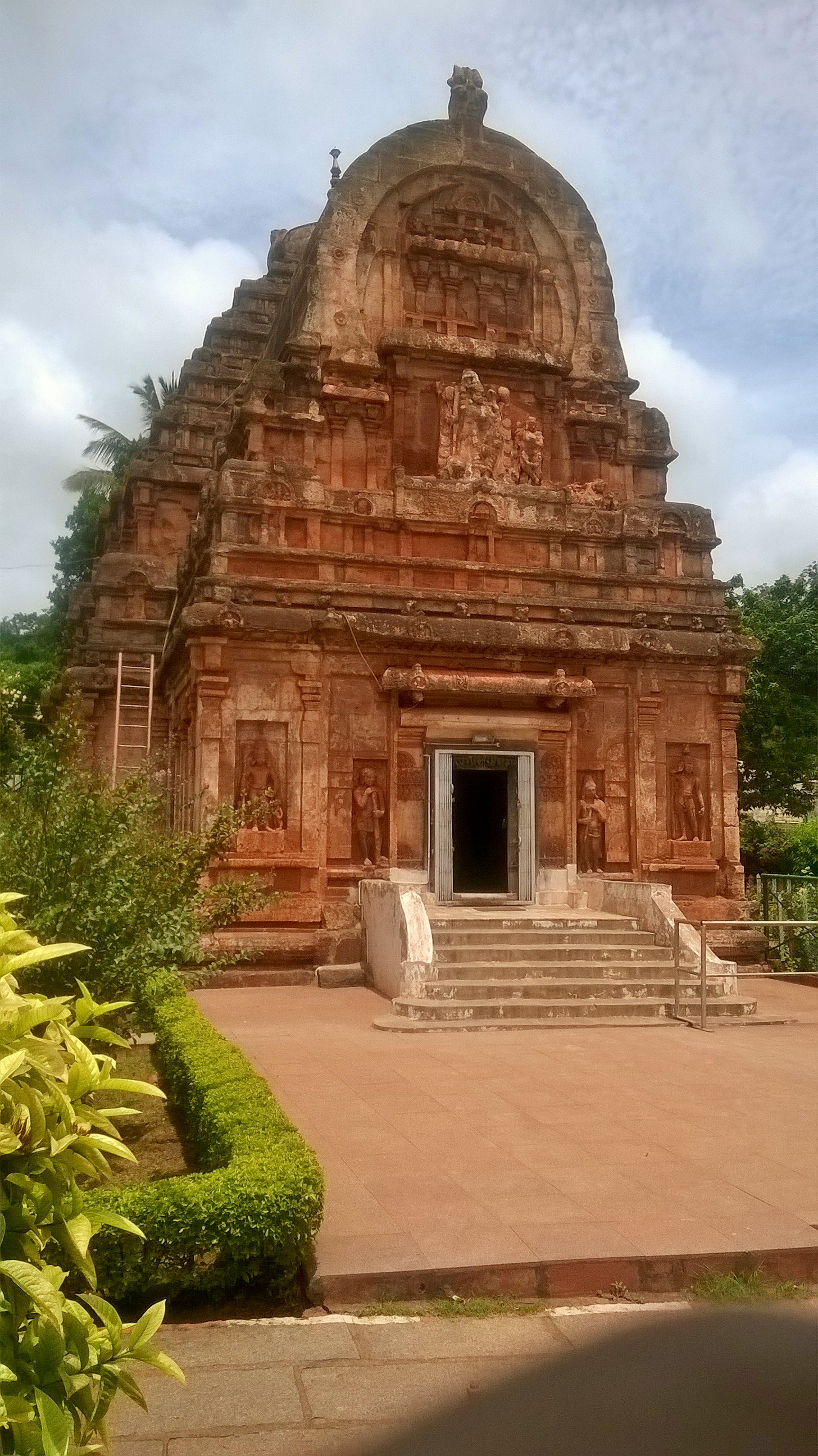
바다미에서 남동쪽으로 약 140km 떨어진 곳에 있는 파르바티 사원
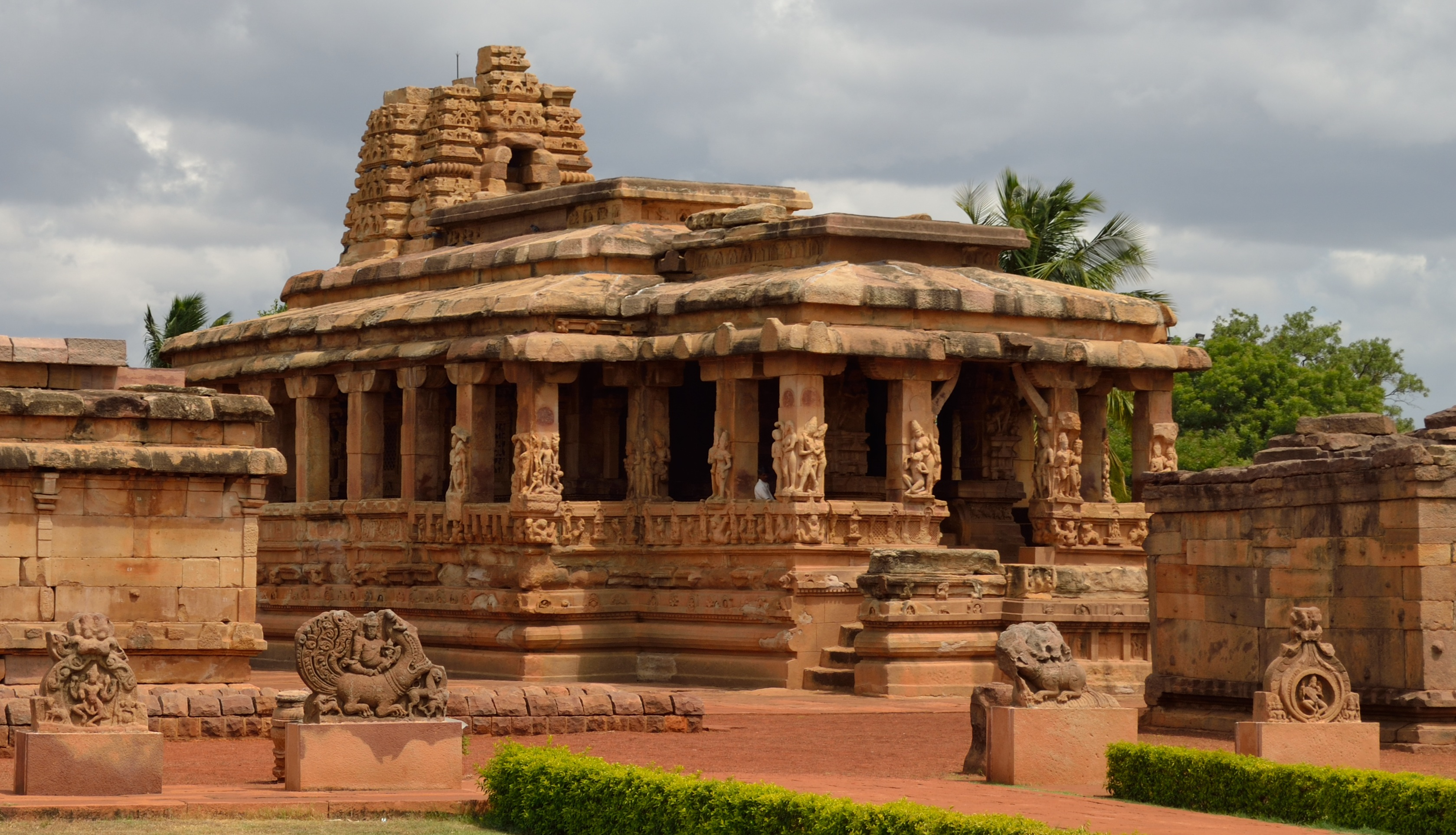
아이홀레의 두르가 사원 전경
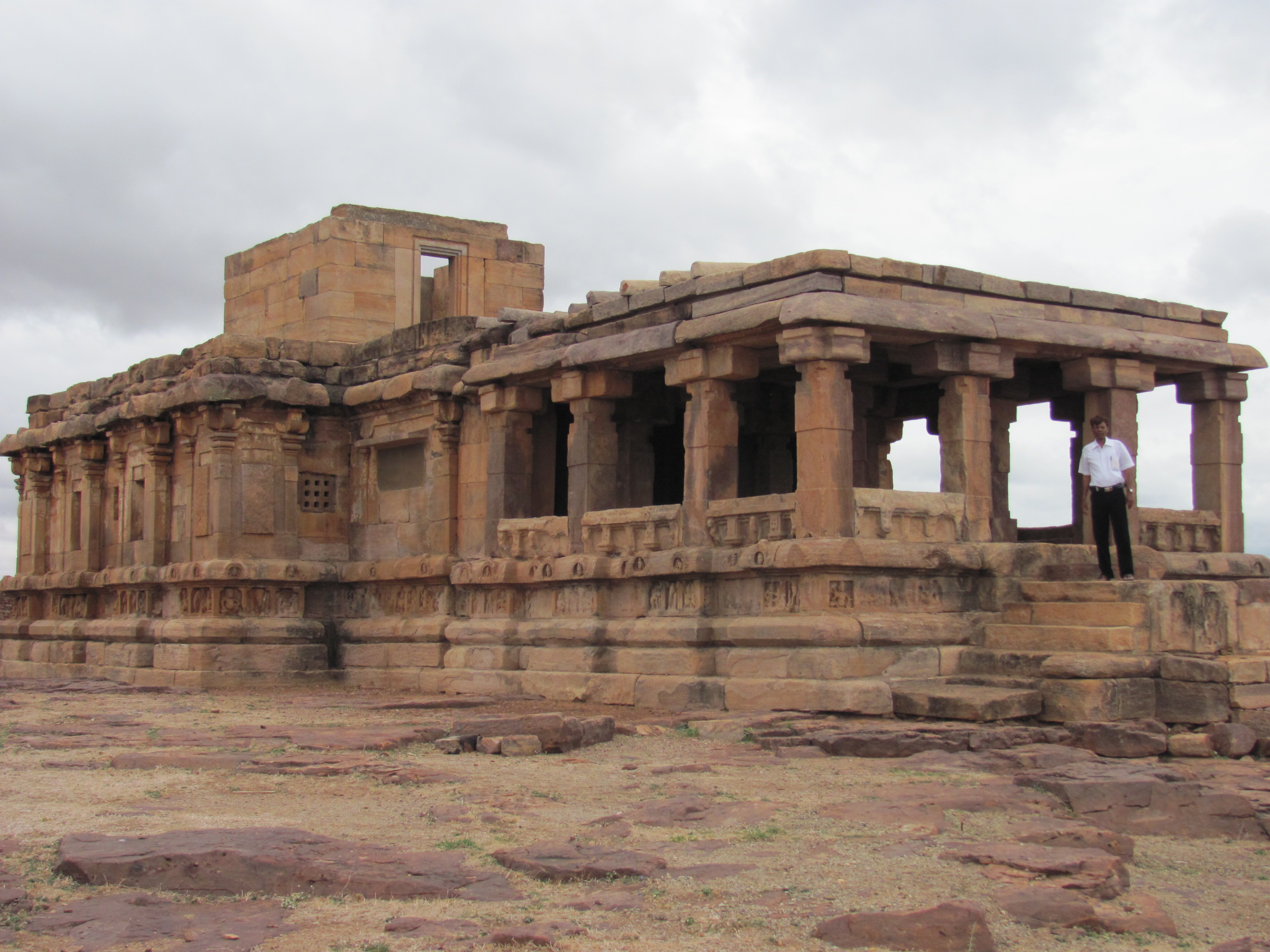
아이홀레의 메구티 자이나교 사원
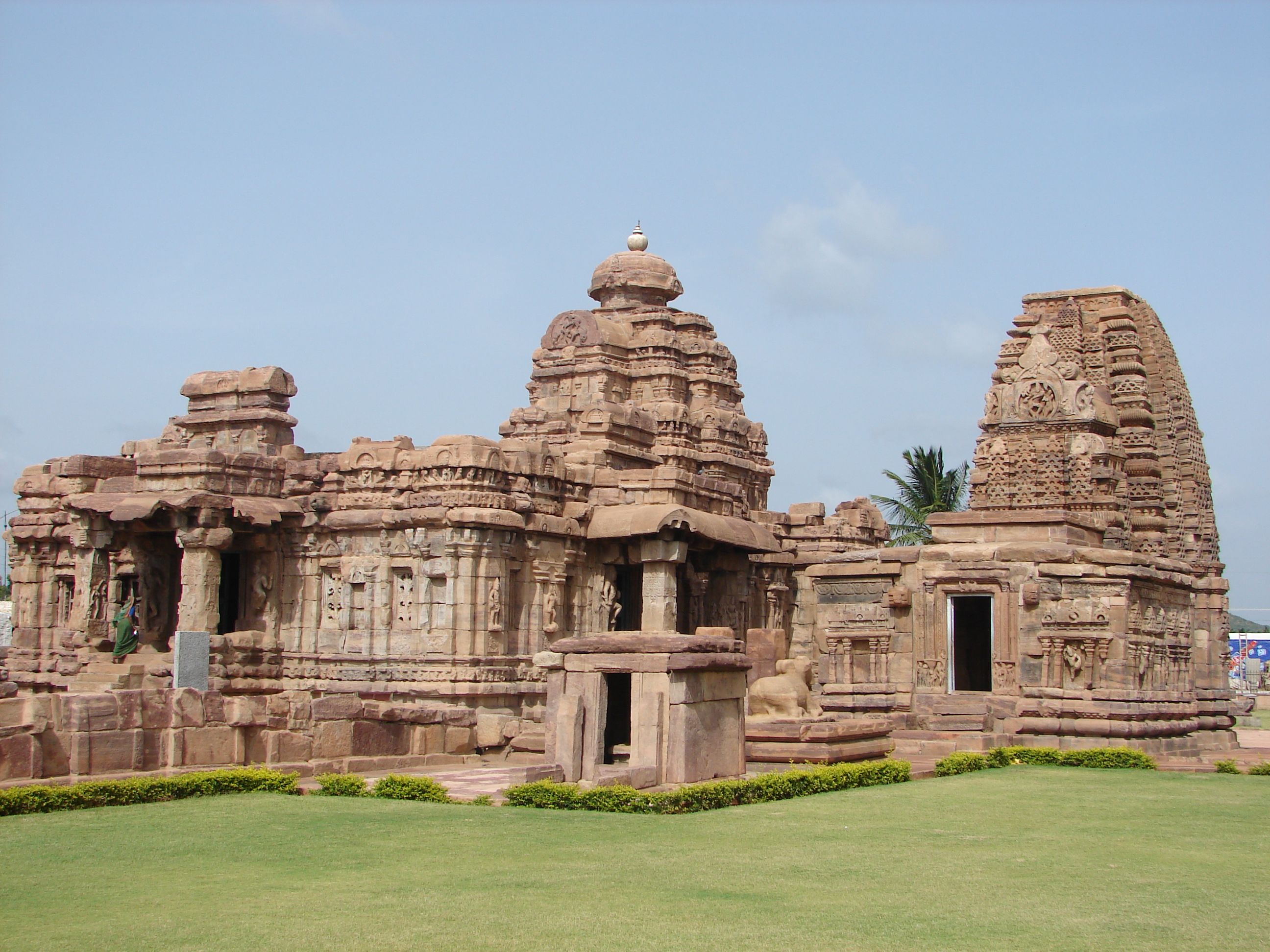
740년에 지어진 드라비다 양식의 말리카르주나 사원과 나가라 양식의 카시 비슈와나타 사원
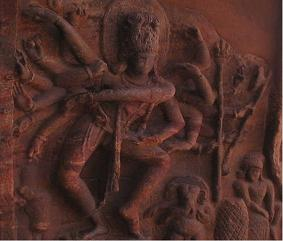
춤추고 있는 시바, 바다미 No. 1 석굴
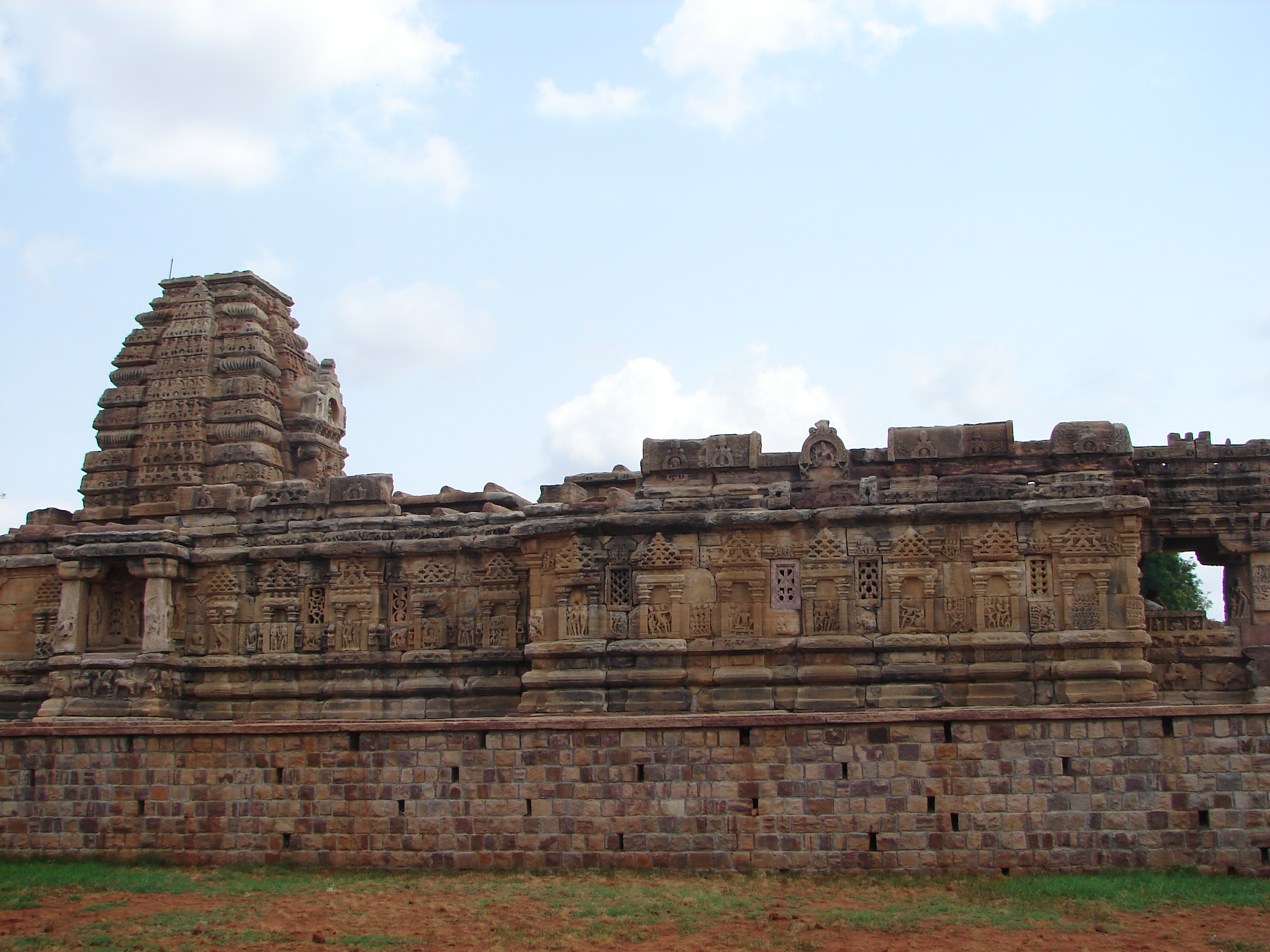
남북인도 양식이 융합된 파타다칼의 파파나타 사원, 서기 680년

## 문학

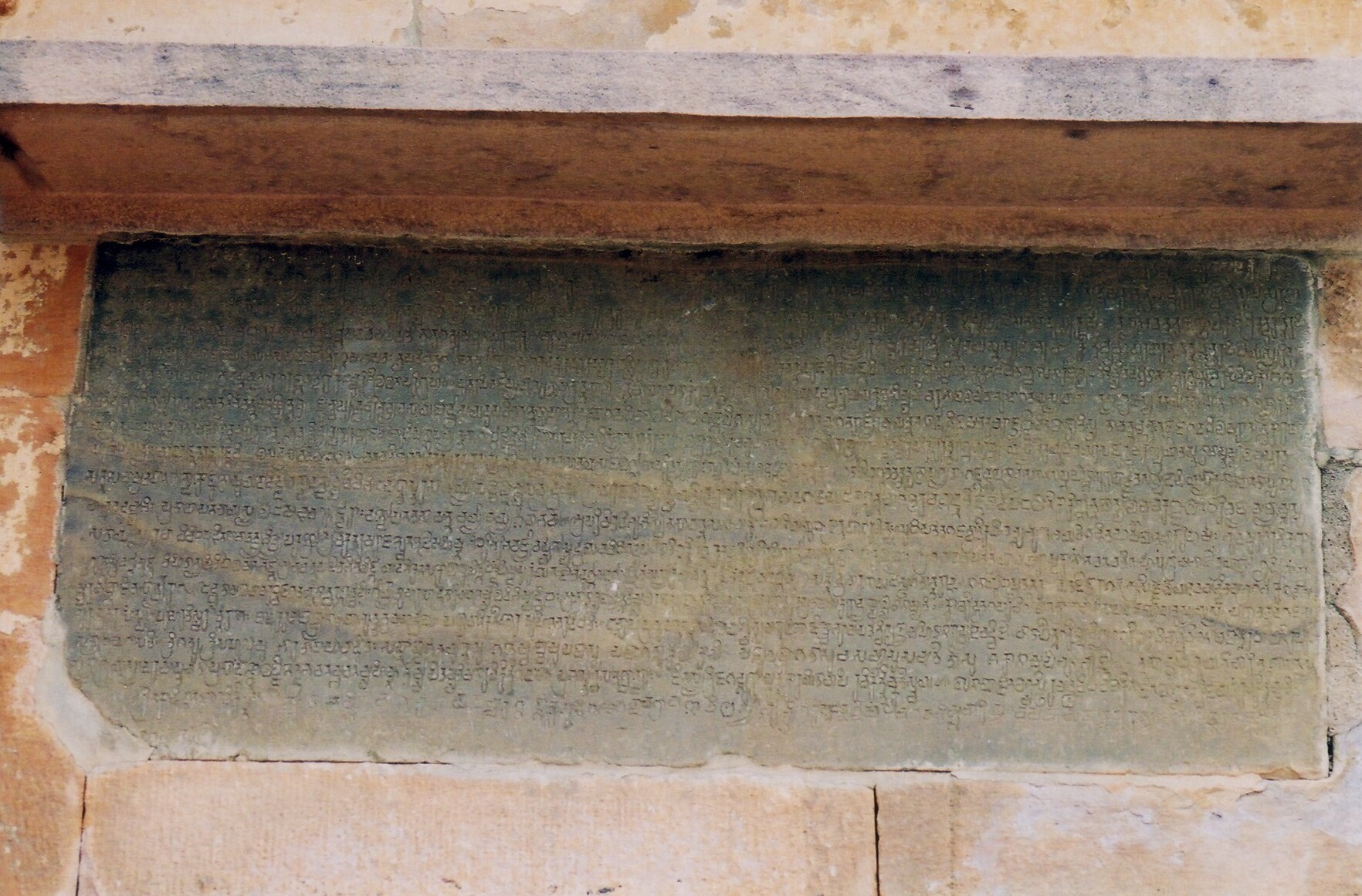
서기 634년에 만들어진 메구티 사원의 돌 위의 시(아이홀레 비문), 산스크리트어로 된 옛 칸나다 문자가 하단에 칸나다어와 거의 같은 날짜의 지지가 적혀 있다.

궁정 시인 라비키르티가 산스크리트어와 칸나다어로 쓴 풀라케신 2세의 아이홀레 비문(634년)은 고전시로 꼽힌다. 자신을 어둠의 사라스바티라고 표현한 시인 비자야나카의 몇 구절이 보존돼 있다. 그녀는 찬드라디티야 왕자(풀라케신 2세의 아들)의 왕비였을 가능성도 있다. 서찰루키아 시대 산스크리트어로 유명한 문인으로는 힌두교의 율법을 다룬 책 미타크샤라를 저술해 명성을 떨친 비자나네슈와라와 마나솔라사라는 학구백과를 편찬한 저명한 학자 소메슈바라 3세 등이 있다.
바다미 찰루키아 시대부터, 비록 남아 있는 것은 많지 않지만, 칸나다 문학의 존재에 대해 언급이 되어 있다. 비문들은 칸나다어를 "자연어"라고 부르고 있다. 트리파디(세 줄) 미터로 700년경에 쓰인 카페 아라바타의 기록은 칸나다어 시학에서 가장 오래된 작품이다.  자야키르티에 의해 나중에 인용된 카르나테스와라 카타는 풀라케신 2세의 찬미가이며, 이 시기에 속했던 것으로 여겨진다. 현재 현존하지 않지만 독립적인 참고 문헌을 통해 알려진 다른 칸나다 작가로 추정되는 인물들로는 프라브리타를 저술했다고 알려진 스야마쿤다차리야(650)와 논리에 대한 장황한 해설인 추다마니의 저자일 가능성이 있는 스리바라다데바(650 또는 그 이전, 투무불루라차리야라고도 불림)가 있다.
동서찰루키아의 통치는 각각 칸나다어와 텔루구어 문학의 역사에서 중요한 사건이다. 9세기에서 10세기까지 칸나다어는 이미 가장 주목할 만한 작가들을 보았다. 칸나다 문학의 "세 가지 보석"인 아디카비 팜파, 스리 폰나 및 라나가 이 시기에 속했다. 11세기에, 텔루구어 문학은 난나야 바타를 첫 작가로 하는 동찰루키아의 후원 아래 탄생했다.

## 같이 보기
- 서찰루키아
- 동찰루키아

## 참고 문헌
- Bolon, Carol Radcliffe (1979년 1월 1일). “The Mahākuṭa Pillar and Its Temples”. 《Artibus Asiae》 41 (2/3): 253–268. doi:10.2307/3249519. JSTOR 3249519.
- Chopra, P.N.; Ravindran, T.K.; Subrahmanian, N (2003) [2003]. 《History of South India (Ancient, Medieval and Modern) Part 1》. New Delhi: Chand Publications. ISBN 81-219-0153-7.
- Cousens, Henry (1996) [1926]. 《The Chalukyan Architecture of Kanarese Districts》. New Delhi: Archaeological Survey of India. OCLC 37526233.
- Foekema, Gerard (1996). 《Complete Guide to Hoysala Temples》. New Delhi: Abhinav. ISBN 81-7017-345-0.
- Foekema, Gerard (2003) [2003]. 《Architecture decorated with architecture: Later medieval temples of Karnataka, 1000–1300 AD》. New Delhi: Munshiram Manoharlal Publishers Pvt. Ltd. ISBN 81-215-1089-9.
- Hardy, Adam (1995) [1995]. 《Indian Temple Architecture: Form and Transformation-The Karnata Dravida Tradition 7th to 13th Centuries》. Abhinav Publications. ISBN 81-7017-312-4.
- Houben, Jan E.M. (1996) [1996]. 《Ideology and Status of Sanskrit: Contributions to the History of the Sanskrit language》. Brill. ISBN 90-04-10613-8.
- Kamath, Suryanath U. (2001) [1980]. 《A concise history of Karnataka: from pre-historic times to the present》. Bangalore: Jupiter books. LCCN 80905179. OCLC 7796041.
- Karmarkar, A.P. (1947) [1947]. 《Cultural history of Karnataka: ancient and medieval》. Dharwad: Karnataka Vidyavardhaka Sangha. OCLC 8221605.
- Keay, John (2000) [2000]. 《India: A History》. New York: Grove Publications. ISBN 0-8021-3797-0.
- Michell, George (2002) [2002]. 《Pattadakal – Monumental Legacy》. Oxford University Press. ISBN 0-19-566057-9.
- Moraes, George M. (1990) [1931]. 《The Kadamba Kula, A History of Ancient and Medieval Karnataka》. New Delhi, Madras: Asian Educational Services. ISBN 81-206-0595-0.
- Mugali, R.S. (1975) [1975]. 《History of Kannada literature》. Sahitya Akademi. OCLC 2492406.
- Narasimhacharya, R (1988) [1988]. 《History of Kannada Literature》. New Delhi, Madras: Asian Educational Services. ISBN 81-206-0303-6.
- Ramesh, K.V. (1984). 《Chalukyas of Vatapi》. Delhi: Agam Kala Prakashan. OCLC 567370037. 3987-10333.
- Sastri, Nilakanta K.A. (2002) [1955]. 《A history of South India from prehistoric times to the fall of Vijayanagar》. New Delhi: Indian Branch, Oxford University Press. ISBN 0-19-560686-8.
- Sen, Sailendra Nath (1999). 《Ancient Indian History and Civilization》. New Age Publishers. ISBN 81-224-1198-3.
- Thapar, Romila (2003) [2003]. 《The Penguin History of Early India》. New Delhi: Penguin Books. ISBN 0-14-302989-4.
- Vaidya, C.V. 《History of Mediaeval Hindu India (Being a History of India from 600 to 1200 A.D.)》. Poona: Oriental Book Supply Agency. OCLC 6814734.
- Various (1988) [1988]. 《Encyclopaedia of Indian literature – vol 2》. Sahitya Akademi. ISBN 81-260-1194-7.